# Smart 5
Правильна назва цієї сторінки — Smart #5, але її не можна використовувати через технічні обмеження.
Smart #5 (стилізований як «smart #5») — це електричний кросовер середнього розміру, розроблений і вироблений компанією Smart Automobile, спільним підприємством Mercedes-Benz Group і Geely Holding. 

## Опис

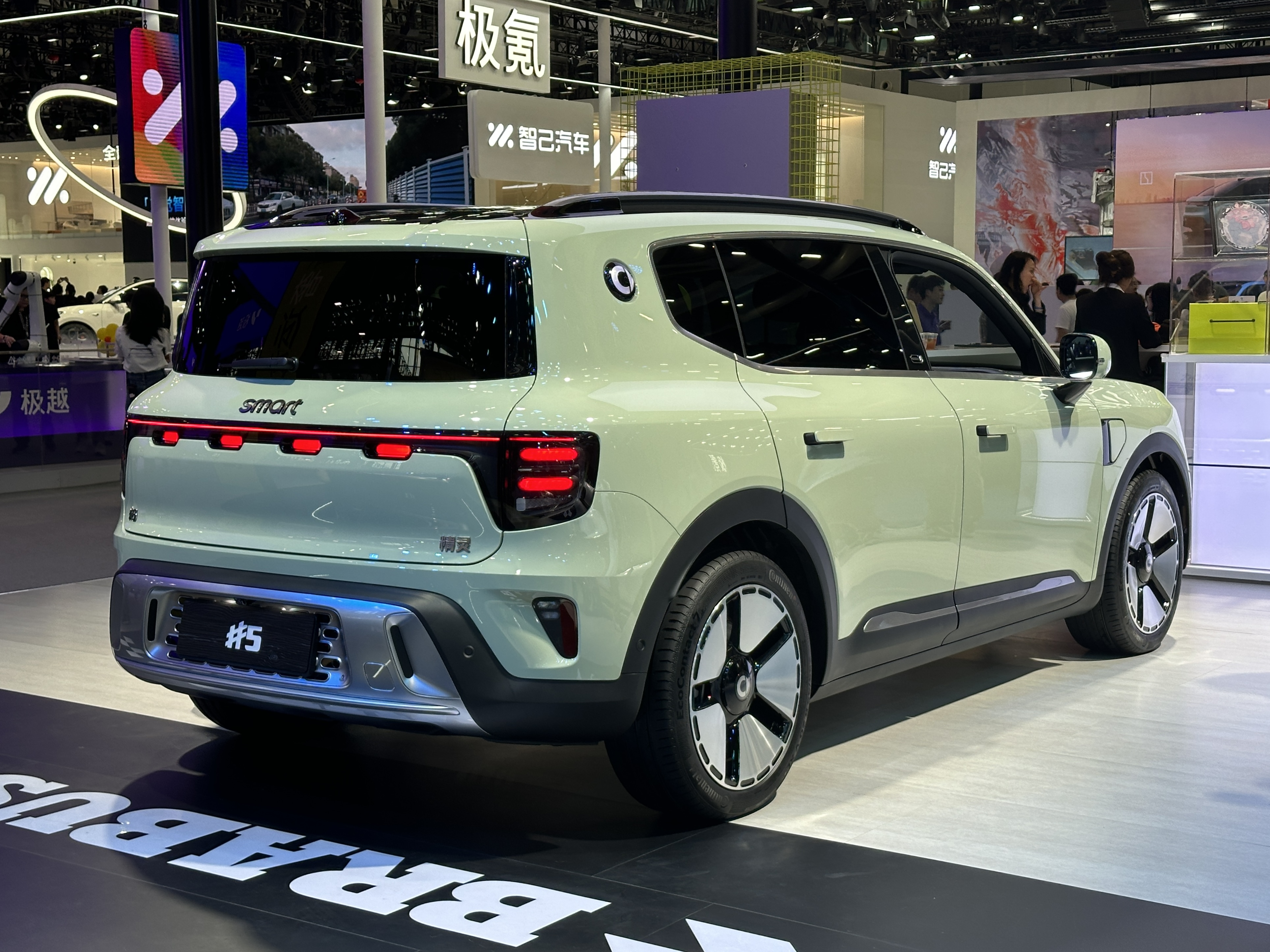

№5 було представлено 13 червня 2024 року.

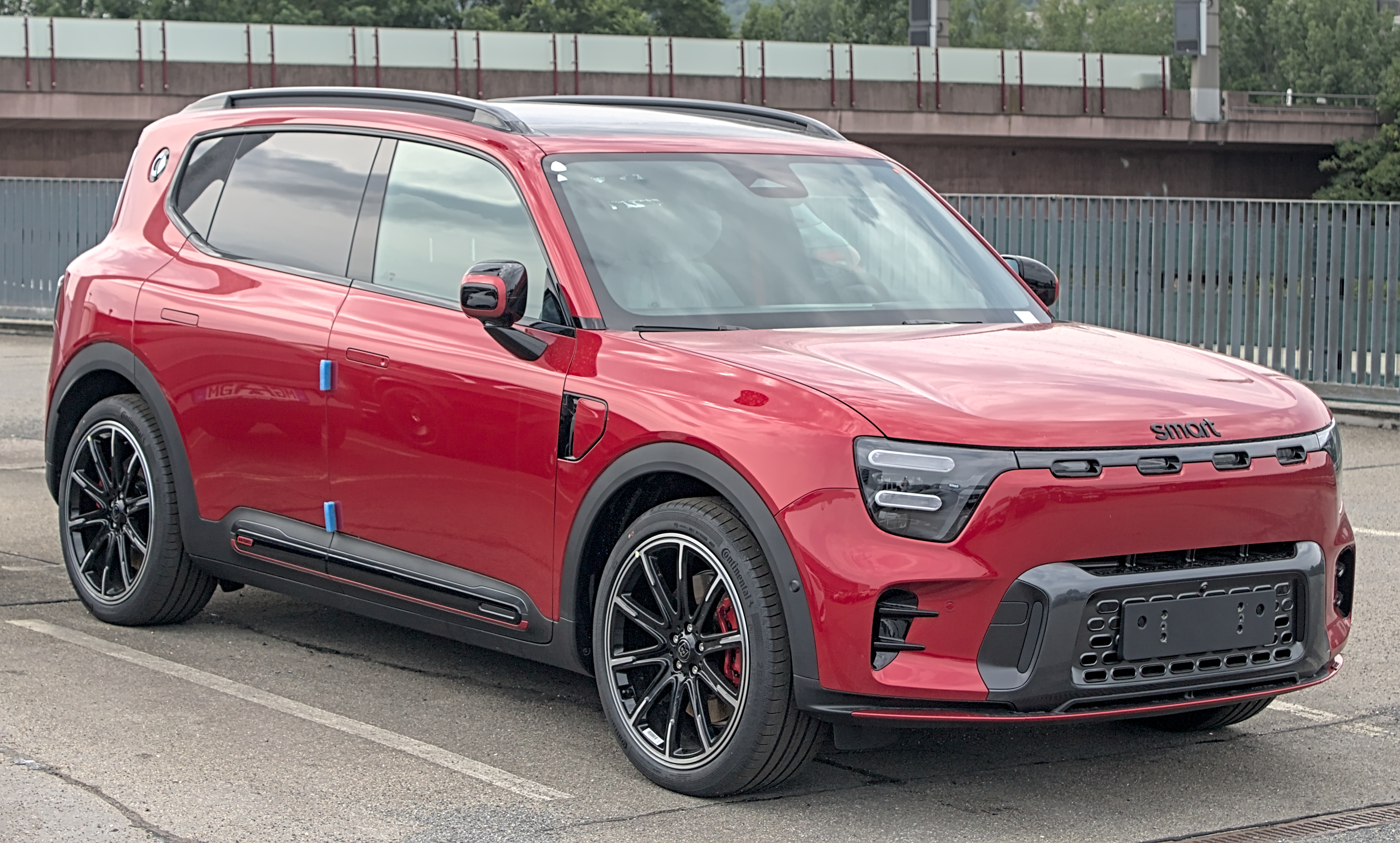
Smart Hashtag 5 Brabus

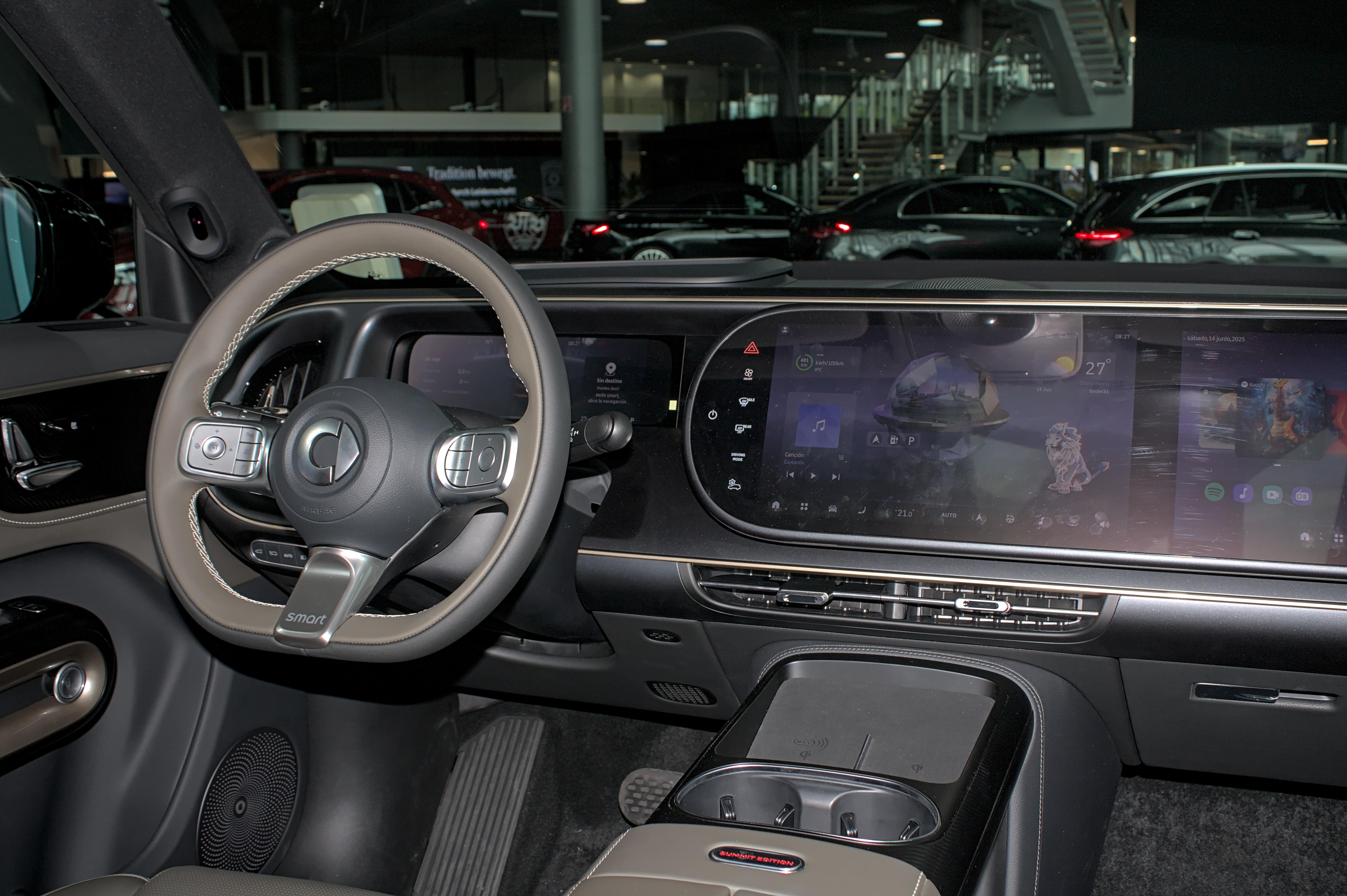

Це третій автомобіль, випущений спільним підприємством. Модель базується на платформі для електромобілів Sustainable Experience Architecture (SEA), розробленій Geely.

### Smart Concept №5
У квітні 2024 року модель №5 була вперше представлена концепт-каром Smart Concept №5 на автосалоні Auto China.

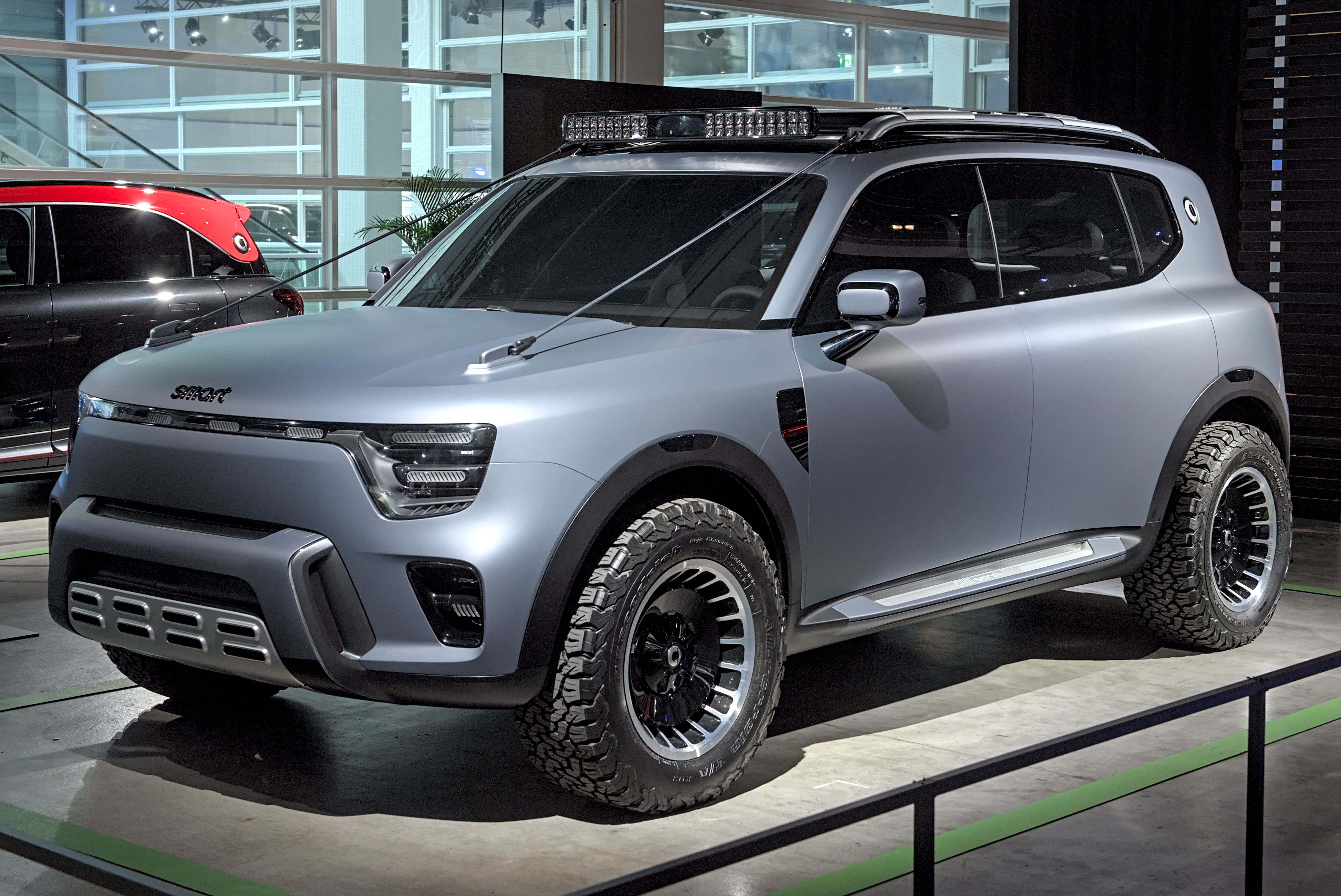
Smart Concept 5
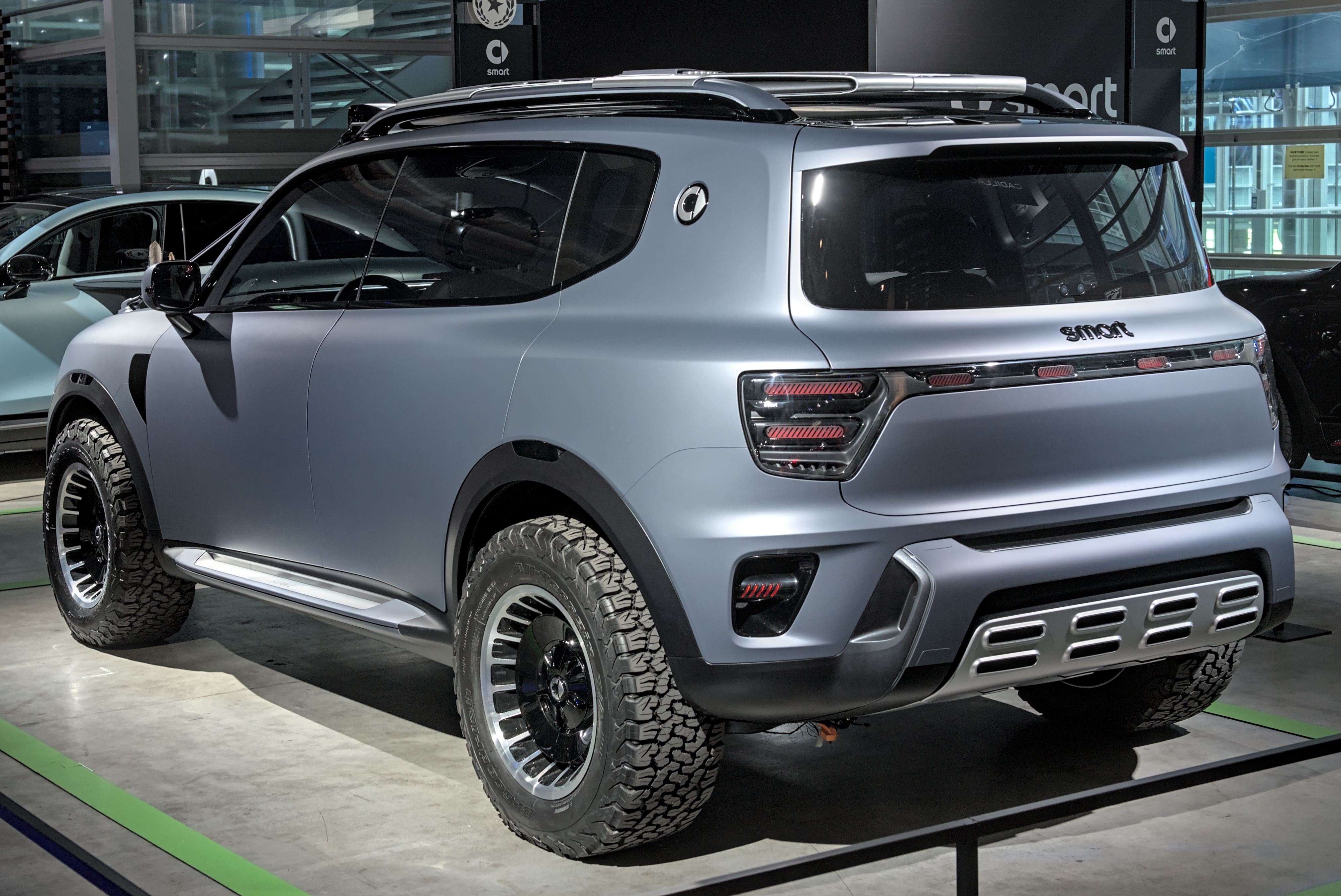

### Технічні характеристики
№5 пропонує чотири варіанти трансмісії. 